# Cambayrac
Cambayrac es una comuna francesa situada en el departamento de Lot, en la región de Occitania.

## Demografía
| 94 | 74 | 77 | 99 | 109 | 119 | 147 |
| Para los censos de 1962 a 1999 la población legal corresponde a la población sin duplicidades (Fuente: INSEE [Consultar]) |    |    |    |     |     |     |